# Велика жупа Покуп'я
Велика жупа Покуп'я (хорв. Velika župa Pokupje) — адміністративно-територіальна одиниця Незалежної Держави Хорватії (НДХ), що існувала з 13 липня 1941 до 8 травня 1945 року на території Хорватії. Назва походить від однойменної області сточища річки Купа. Адміністративним центром був Карловаць. Складалася із п'ятьох районів, які називалися «котари» або «котарські області» (хорв. kotarske oblasti) і збігалися в назві з їхніми адміністративними центрами:
- Войнич (розформовано 1 березня 1944 р.)
- Вргінмост (з 1 вересня 1942 р. перейменовано на район Топусько з перенесенням у це містечко районного центру)
- Карловаць
- Писаровина
- Ястребарсько

Крім того, в окрему адміністративну одиницю було виділено місто Карловаць.
Цивільною адміністрацією у великій жупі керував великий жупан на правах намісника центральної влади, якого призначав поглавник (вождь) Анте Павелич.
Після ліквідації району Войнич 1 березня 1944 р. його територію було розділено між районами Карловаць, Слунь і Топусько. 21 квітня 1945 р. район Топусько було «тимчасово» відокремлено і приєднано до великої жупи Гора-Пригір'я.